# Engelbert (jméno)
Engelbert je mužské křestní jméno germánského původu. Jméno je odvozeno od staroněmeckého slova Angilberct, které je tvořeno slovy angil – anděl, a berath – světlo.

## Domácky
Gelek, Engel, Engouš, Bert

## Významní nositelé
- Engelbert (Andělín) (12. stol. – 1199) – 11. olomoucký biskup
- Engelbert Aigner (1798–1866) – rakouský dirigent a skladatel
- Engelbert-August von Arenberg (1824–1875) – německý šlechtic
- Engelbert-Maria von Arenberg (1972–1949) – německý šlechtic, syn Engelberta-Augusta
- Engelbert Humperdinck
  - Engelbert Humperdinck (1854–1921) – německý skladatel
  - Engelbert Humperdinck (* 1936) – britský zpěvák
- Svatý Engelbert (1185–1225) – německý světec

## Galerie
- Engelbert, 11. olomoucký biskup
- Engelbert-Auguste von Arenberg, německý šlechtic
- Engelbert Maria von Arenberg, německý šlechtic
- Engelbert Humperdinck, německý skladatel
- Engelbert Humperdinck, britský zpěvák